# 이대 (지역)
이대는 서울특별시 서대문구에 있는 동네이다. 이화여자대학교 관광객과 학생들에게 인기 있는 쇼핑 지역이다. 홍대와 마찬가지로 인근 대학도 지역을 환유하는 역할을 한다. 이대에는 저렴한 쇼핑 아울렛과 트렌디한 의류 매장이 즐비하다.
이대 지역은 녹색선으로도 알려진 서울 지하철 2호선 이화여자대학교역을 통해 접근할 수 있다. 이 지역의 많은 상점은 특히 이화여자대학교 학생들을 위한 서비스를 제공한다. 이웃한 신촌은 밤문화로 더 잘 알려져 있다.

## 명소
이대의 쇼핑지역으로서의 인기는 1980년대부터 시작됐다. 저렴한 쇼핑 외에도 트렌디한 카페도 즐비했다. 한국 최초의 스타벅스는 1999년 지하철 역에서 대학 정문까지 이어지는 메인 스트리트인 이화여대 거리에 문을 열었다.
이화 캠퍼스는 2008년에 건축되고 도미니크 페로(Dominique Perrault)가 디자인한 캠퍼스 밸리(The Campus Valley) 앞에서 셀카를 찍기 위해 매일 수천 명의 관광객을 끌어 모으고 있다. 이대에는 국내 관광 외에도 해외 관광객, 특히 중국 여성, '일본, 대만, 미국, 홍콩, 베트남, 태국, 필리핀, 러시아 연방, 인도네시아' 여성 관광객이 많이 찾는다.
이화여대 거리의 인기 길거리 음식으로는 떡볶이와 다코야키, 붕어빵 등 일본 간식이 있다. 2018년 시 정부는 주로 무면허 영업을 이유로 이대에서 불법 노점상을 단속했지만, 비위생적 조건, 조리 연료 위험, 과도한 유동인구 증가, 합법 매장에 대한 불공정 경쟁 등을 이유로 단속했다. 신촌박스퀘어는 이 지역의 길거리 음식 노점상을 위한 대체 장소로 지어졌다.